# Puceron du maïs
Rhopalosiphum maidis
Espèce
Le puceron du maïs (Rhopalosiphum maidis) est une espèce d'insectes hémiptères de la famille des Aphididae, à répartition cosmopolite.
Ces insectes parasitent diverses plantes, notamment des graminées, le sorgho étant leur hôte préféré. Ils peuvent causer quelques dommages sur les cultures de maïs, notamment du fait du miellat qu'ils excrètent, en particulier quand ce phénomène coïncide avec l'émergence des barbes (styles) du maïs. Ils sont aussi le vecteur de diverses maladies.